# Jean Ier de Choiseul
Jean Ier de Choiseul, né vers 1226 et mort en 1309, est seigneur de Choiseul ainsi que d'Aigremont et de Neuviller par son mariage avec Bartholomette d'Aigremont, en Champagne. Il est le fils de Renard II de Choiseul, seigneur de Choiseul, et d'Alix de Dreux.

## Biographie

### Début de carrière
En 1239, à la mort de son père Renard II de Choiseul, il hérite de la seigneurie de Choiseul, la plus importante du domaine familial, tandis que son frère cadet, Robert, recevait celle de Traves. Toutefois, les deux frères étant encore trop jeunes, les domaines sont placés sous la tutelle de leur mère Alix de Dreux.
Vers 1245, toujours sous la tutelle de sa mère, il épouse Alix d'Aigremont, également appelée Bartholomette, fille unique et héritière de Renier de Neuviller, seigneur d'Aigremont et de Neuviller, et d'Isabelle de Bauffremont. Toutefois, compte-tenu du lien de parenté entre les deux époux, une dispense papale de consanguinité a été obtenue. De plus ce mariage, probablement décidé du vivant de son père, permet à la famille de Choiseul de récupérer la châtellenie d'Aigremont, autrefois fief de la famille, et de réunir ces deux puissants fiefs bassignots sous une seule personne.
En 1246, légèrement avant sa majorité, il s'émancipe de la tutelle de sa mère et dirige donc en propre ses terres. Il prête alors hommage à l'évêque de Langres, dont il est le vassal, pour Choiseul et Aigremont. Puis il confirme l'abbaye de Morimond dans ses droits ainsi que les dons faits par son père avant de mourir. Il doit ensuite rembourser les dettes laissées par son père et non remboursées par sa mère. Pour cela, il doit emprunter la somme de 1 200 livres tournois à l'évêque de Langres. Vers 1247, il instaure des taxes à Coiffy, mais comme ce village dépendait du prieuré de Varennes, il doit les abandonner. Toujours en manque de liquidité, il vend vers 1250 au chapitre de Langres sa part du village de Rançonnières pour 2 000 livres.
Malgré ces problème économiques, la probité de Jean ne semble pas entachée, car en 1249 il sert de caution au mariage de Ferry III, fils du duc de Lorraine Mathieu II, avec Marguerite de Champagne, fille du comte de Champagne Thibaut IV.

### Rapports avec le comte de Champagne
Le comte de Champagne Thibaut IV avait depuis longtemps un désir expansionniste sur le Bassigny et avait déjà acquis les seigneuries de Chaumont et de Nogent et fait bâtir une forteresse à Montigny. Le sire de Choiseul apparaissait donc comme un obstacle pour cette conquête. En 1250, il obtient de l'évêque de Langres d'être associé avec le prieuré de Varennes, notamment pour les biens de Vicq et Coiffy qui avaient été donnés au prieuré par les ancêtres de Jean et dont il était le gardien. Les moines fournirent une fausse charte où il avait été interpolé que ces biens leur avaient été donnés par le seigneur de Nogent et que le comte de Champagne était donc légitime. Jean pris ces actes comme un affront, protesta vivement et commit de grands dommages par les armes contre le prieuré de Varennes.
L'évêque de Langres reconnu la validité de cette charte de pariage avec le comte de Champagne et Jean fut donc condamné. En 1255, l'évêque de Langres, nommé par le comte de Champagne, et le comte de Bourgogne, nommé par Jean, rendent leur sentence et valident également la charte tout en instaurant que le comte tiendra Vicq et Coiffy en fief de l'évêque, lequel autorise le comte à y bâtir une forteresse. En compensation, Jean obtient du comte le village de Pouilly.
Les moines de Varennes l'attaquent aussi en justice et la parlement de Paris condamne Jean à leur rembourser la somme de 2 066 livres et 8 sous, ce dont il est incapable de payer. L'évêque de Langres est alors chargé de trouver une solution et en 1259, la condamnation financière est transformée en privilèges cédés aux moines.
La défaite du sire de Choiseul est totale car il perd ainsi sa prédominance sur le Bassigny et voit l'implantation d'une châtellenie champenoise au sud de ses terres.

### Rapports avec le comte de Bourgogne
En 1258, l'abbaye de Luxeuil souhaite imiter le prieuré de Varennes et se place également sous la protection du comte de Champagne. Le comte de Bourgogne Hugues de Chalon voit cet acte comme un affront en prend donc les armes contre l'abbaye, avec comme alliés son père le comte de Chalon Jean l'Antique, le comte de Bar Thiébaut II et bien entendu Jean de Choiseul qui doit y voir une occasion de se venger du comte de Champagne.
Le conflit armé ne dure cependant pas longtemps car le roi Saint Louis intervient rapidement et envoie Gervais, son maître-queux, comme médiateur pour résoudre cette guerre et obtenir la cessation des hostilités.

### Rapports avec le comte de Bar
Jean, toujours en manque de liquidité, emprunte à plusieurs reprises de l'argent à son cousin le comte de Bar Thiébaut II (leurs mères étaient sœurs), qui lui sert également de caution pour d'autres emprunts. Puis en 1258, Thiébaut II de Bar fonde la forteresse de Saint-Hilairemont, face au duché de Lorraine et au nord de la châtellenie de Choiseul, qui se retrouve ainsi cernée avec l'implantation du comte de Champagne au sud. Jean prend ombrage de cette nouvelle forteresse alors que Thiébaut lui reproche de ne pas le rembourser. L'origine de leur guerre commence vers 1264 à Lamarche où Jean accuse le comte d'y avoir envoyé des hommes essarter les bois alors que le comte affirme que les hommes de Jean ont essartés leur propre bois pour l’empêcher d'y prélever son usage coutumier.
Le comte Thiébaut II abat alors la maison-fort de Doncourt appartenant au seigneur de Choiseul. Jean considère alors que le comte a failli à ses devoirs et ne s'estime plus son vassal et pille plusieurs villages du comte de Bar. Ce dernier veut alors le juger, mais Jean refuse de venir à la convocation et Thiébaut saisi l'ensemble de ses fiefs qui dépendent de lui. Jean s'y oppose par les armes en refusant l'entrée aux agents du comte. Les deux parties désignent donc trois arbitres Henri Ier, comte de Vaudémont, Gobert d'Aspremont et Geoffroy de Bourlémont qui imposent une trêve en septembre 1265.
En 1266 les hostilités reprennent et chacun de protagonistes pillent une douzaine de villages appartenant à l'autre partie. Cette fois, le roi de France est obligé d'intervenir et impose qu'une nouvelle trêve soit signée à Reims 27 octobre 1267. Mais Thiébaut expose ensuite l'insolvabilité de Jean pour repartir en guerre. Il assiège le château d'Aigremont mais ne peut le prendre et pillent alors les alentours. En représailles, Jean attaque plusieurs villages du comte de Bar. Le roi de France est obligé d'intervenir une nouvelle fois et rend une sentence fin 1268 ou début 1269 qui oblige le sire de Choiseul à rembourser ses dettes au comte de Bar, et Jean doit assigner plusieurs villages au comte.
Jean de Choiseul subit alors sa seconde sévère défaite et sort appauvri de ces 5 années de guerres.

### Rapports avec le duc de Bourgogne
En 1272, Robert II devient duc de Bourgogne à la mort de son père Hugues IV et doit se composer une nouvelle cour. Parmi elle, il nomme Jean de Choiseul comme connétable de Bourgogne. Ce poste très important consiste à être le chef des armées du duc et à les mener au combat lorsque celui-ci est absent. De plus, cette fonction assure une rente conséquente au sire de Choiseul. Outre des liens familiaux, Jean a probablement été choisi à cause de sa réputation. En effet, malgré ses défaites il a réussi à tenir tête aux comtes de Champagne et de Bar, et même réussi à rivaliser militairement avec ce dernier pendant 5 années.
En 1275, le duc Robert II qui se prépare à partir en croisade appelle à lui son connétable Jean de Choiseul afin qu'il l'accompagne. Mais faute de ressources suffisantes, le départ est retardé avant que le duc renonce à ce pèlerinage. Il charge alors Jean de partir en Terre Sainte avec treize autres chevaliers, mais ce projet avorta également et Jean ne fit probablement jamais le voyage en Terre Sainte,.
En 1285, il fait partie de l'armée bourguignonne avec Jean de Vergy, sénéchal de Bourgogne, et Liébaud de Bauffrémont, maréchal de Bourgogne, qui rejoint le roi de  France Philippe III le Hardi pour la croisade d'Aragon. L'ost royal attaque la Catalogne et fait le siège de Gérone de 26 juin 1285 au 7 septembre 1285, mais l'armée est touchée par une épidémie de dysenterie. Puis la flotte française est détruite lors de la bataille des Formigues et le roi doit battre en retraite, lui-même atteint de maladie. L'armée française est attaquée et défaite le 1er octobre 1285 à la bataille du col de Panissars et Philippe meurt à Perpignan le 5 octobre 1285.

### Rapports avec le duc de Lorraine
En 1276, le duc de Lorraine Ferry III abandonne sa suzeraineté sur Vrécourt, qui appartient au sire de Choiseul, et lui donne en compensation des biens à Urville et Aingeville. Cette opération permet au duc de renforcer ainsi la vassalité de Jean et donc de gonfler les troupes lorraines.
En avril 1277, Ferry III entre en guerre avec l'évêque de Metz et Jean est par conséquent appelé dans l'ost lorrain et prend part aux combats. Il est toutefois battu et fait prisonnier par l'évêque, et une rançon est finalement demandée le 22 mai. Mais le montant demandé par l'évêque est exorbitant et le duc de Lorraine refuse de le payer et Jean demeure en prison. La paix entre l'évêque et le duc intervient le 24 août 1278 et le paiement de la rançon reste prévue à la charge du duc qui ne paie toujours pas. Jean est finalement libéré dans l'année 1279, après avoir dû prêté allégeance à l'évêque de Metz, le duc ayant manqué à ses devoirs de suzerain en ne rachetant pas sa liberté.
En 1280, la guerre reprend entre le duc de Lorraine et l'évêque de Metz, et Jean est de nouveau appelé à combattre, mais du côté de l’évêque cette fois. Il doit donc combattre ses anciens compagnons d'arme, mais ayant perdu son cheval dans une bataille, il est de nouveau fait prisonnier. Le maréchal de Champagne Hugues de Conflans est alors désigné comme arbitre pour estimer la rançon, qui finalement s'annula avec la précédente qui n'avait jamais été payée.

### Fin de vie
En 1302, il devient veuf après le décès de son épouse Bartholomette d'Aigremont.
Il meurt à son tour en 1309 et est inhumé dans l'abbaye de Morimond. Son fils aîné, Jean II, lui succède à la tête de la seigneurie de Choiseul tandis que son fils puîné, Renier, hérite de celles d'Aigremont et de Neuviller. Quant à son fils cadet, Renard, il obtient la seigneurie de Bourbonne.

## Mariage et enfants

Blason de la Maison d'Aigremont.

Vers 1245 ou 1246, il épouse Alix d'Aigremont, également appelée Bartholomette, fille de Renier de Neuviller, seigneur d'Aigremont et de Neuviller, et d'Isabelle de Bauffremont, dont il a six enfants :
- Alix de Choiseul, qui épouse Guy de La Ferté-sur-Amance, fils de Gautier de Vignory, seigneur de La Ferté-sur-Amance, et de son épouse Jeanne, dont le nom de famille est inconnu, d'où postérité ;
- Jean de Choiseul, qui succède à son père en tant que seigneur de Choiseul ;
- Jeanne de Choiseul, qui épouse Pierre, seigneur de Bourlémont, fils Joffroy de Brixey de Bourlémont et de Sibylle de Saulxures, d'où postérité ;
- Renier de Choiseul, qui succède à sa mère en tant que seigneur d'Aigremont et de Neuviller ;
- Renard de Choiseul, qui succède à son père en tant que seigneur de Bourbonne. Il semble y posséder une part plus importante que ses cousins dit de Coublant ou de Bourbonne ;
- Alix ou Yolande de Choiseul, qui épouse Étienne III, seigneur d’Oiselay, fils de Guillaume d’Oiselay et de Marguerite de Vienne, d'où postérité.

Certaines sources indiquent que Jean Ier de Choiseul aurait épousé en secondes noces Alix de Nanteuil, mais il s'agit très certainement d'une erreur d'interprétation d'une inscription sur une sépulture provenant de l'abbaye de Morimond.